# Волочаевское (озеро)
Волочаевское (фин. Vuotjärvi) — озеро на территории Рощинского городского поселения Выборгского района Ленинградской области.

## Общие сведения
Площадь озера — 2,3 км². Располагается на высоте 20,8 метров над уровнем моря.
Форма озера продолговатая: вытянуто с запада на восток. Берега преимущественно заболоченные кроме северного берега (каменисто-песчаные).
Из восточной оконечности озера вытекает безымянный водоток, втекающий в реку Волочаевку, которая впадает в озеро Правдинское. Из Правдинского вытекает река Пчелинка, которая втекает в реку Булатную, впадающую в озеро Вуокса.
На северном берегу озера располагается посёлок Волочаевка.
Название озера переводится с финского языка как «проточное озеро».
Код объекта в государственном водном реестре — 01040300211102000012097.